# Ripa (Fagnano Alto)
Ripa è una frazione del comune sparso di Fagnano Alto, in provincia dell'Aquila.

## Geografia fisica
Affacciata sulla valle del fiume Aterno, a circa 752 metri dal livello del mare e a circa 20 chilometri dal capoluogo L'Aquila.
Sorge su un colle a picco sulla valle dal quale nominata Ripa, nome la cui origine si attribuirebbe all'estrema parte della terra, che sovrasta l'acqua, specialmente la Sponda, il Margine d'un fiume, d'un ruscello, d'un torrente.

## Storia
Il borgo si è sviluppato da Prata d'Ansidonia, nel XII secolo. Nel XIV secolo fu feudo dei Camponeschi. La roccaforte principale era il castello di contrada Castello, con borgo all'interno delle mura.
Fu devastato dal terremoto del 1703, e nel Novecento il borgo è divenuto frazione di un piccolo nucleo più a valle, chiamato Termine. Il comune costituito è diventato "Fagnano Alto".

## Il borgo e le chiese
Le sue case sono costruite con malta e pietra rispettano ancora l'impianto originale con le stalle al piano terra e le abitazioni al primo piano. 
Si contano due siti religiosi: la chiesa di S. Antonio Abate, che ha subito un crollo parziale nel terremoto dell'Aquila del 1703, con all'interno affreschi del 1533, 1559 e 1562; la chiesa di S. Rocco, scavata nella roccia in cima alla frazione, con all'interno Madonna in terracotta con Bambino del XV secolo. Il patrono è S. Rocco e si festeggia il 16 agosto.

## Castello Medievale di Fagnano
Sopra contrada Ripa si trova la contrada Castello. Essa è composta dal nucleo originario di Fagnano. Il castello fu costruito nel XII secolo come cinta muraria ellittica per proteggere il borgo. Alle mura si alternano torri semicircolari rompitratta. Le torri sono state arricchite di merlature nel XV secolo. L'interno ha case con una chiesa interna, e una seconda posta appena fuori, dedicata a San Pietro Apostolo.

## Cultura e turismo
Caratterizzato da inverni rigidi e brevi estati, ha una popolazione stanziale di circa quaranta unità, accoglie altresì numerosi turisti durante i weekend e durante i mesi estivi, fra i quali gli emigrati in Belgio e Canada.
Dal 1998 ha sede la casa editrice il Sirente, in via Fonte di Sotto nº 1.